# Vulcana
Miriam Kate Williams o Kate Roberts, más conocida por su nombre artístico Vulcana  (Abergavenny, 6 de mayo de 1874 – Londres, 8 de agosto de 1946) fue una forzuda y artista de circo galesa. 

## Trayectoria
Nació de padres irlandeses en Abergavenny, Monmouthshire; su padre era un predicador local. Trabajó en una curtiduría en Abergavenny cuando era joven. De niña transportó ella sola el órgano del colegio. Según informes de prensa a los 14 años paró un caballo desbocado que llevaba una mujer con su bebé en Bristol. A sus quince años sustituyó a una compañera del show de Pontypool, y tuvo tanto éxito que dede entonces se dedicó a la actuación. Había conocido a William Roberts en el gimnasio femenino local que él dirigía en 1890. La primera aparición profesional de Williams fue como artista de reemplazo en una fiesta organizada por Roberts en Pontypool. Comenzaron a anunciarse juntos como Atlas y Vulcana desde el momento de sus primeras apariciones en Londres en 1892.
A pesar de que Atlas, ya tenía esposa y familia, Vulcana huyó de su casa para unirse a Atlas y su grupo en Londres, y nunca se separaron durante el resto de sus vidas. Para 1892, aun siendo adolescente ya era pleno miembro del grupo. Realizaron giras por music halls de Gran Bretaña, Europa y Australia. La pareja actuó como The Atlas and Vulcana Group of Society. Vulcana y Atlas nunca se casaron y se promocionaron como hermano y hermana a lo largo de sus carreras.
Durante los ocho años siguientes Vulcana ganó campeonatos de mujeres y se llevó 120 medallas en los campeonatos de fuerza.  Además de levantar pesas, destacaba en la lucha libre, la natación y la esgrima, aptitudes que le hicieron ganar numerosas medallas. Vulcana y Atlas actuaron como dúo durante cinco años, periodo durante la cual el grupo decía haber actuado en todos los teatros de variedades más notorios en Bretaña e Irlanda.
En 1903, Vulcana y Atlas fueron contratados por Harry Rickards y realizaron una gira por Australia. Atlas, exageró enormemente sus propias capacidades y las de Vulcana, y la mayoría de sus alardes publicados han sido desestimados. En más de una ocasión lo desafiaron a la cara y le demostraron que usaba pesas más livianas de las que decía usar.

Muchos años después en los teatros de variedades de Londres, Vulcana se especializó en levantar hombres. A pesar de que sus actuaciones no eran novedosas ya que eran típicos de las mujeres fuertes de su época, fue la primera mujer que incluyó la acrobacia llamada La tumba de Hercules que solamente había sido ejecutado previamente por hombres. Esta acrobacia consistía en aguantar con su abdomen una plataforma de dos caballos y sus cuidadores mientras que ella yacía en el suelo con las piernas y las manos en el suelo los levantaba por varios segundos.

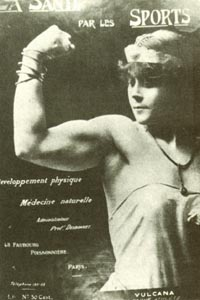
Vulcana flexionándose en la portada de La Santé par les Sports

Estaba convencida de que mujeres se hicieran cargo de su desarrollo físico y se oponía al uso del corsé ya que lo consideraba poco natural y que era una forma de torturar a las mujeres de la época. Vulcana alcanzó la cima de su popularidad en Francia, impresionando al Club Halterófilo de Francia con sus hazañas de fuerza, que le valieron una medalla del "Padre del culturismo francés", el profesor Edmond Desbonnet y una portada de La Santé par les Sports.
Sus hazañas más documentadas fueron las bent press con la mano derecha de al menos 124½ lb (56,5 kg), aunque algunas autoridades aceptaban un press de 145 lb (66 kg) y una grúa de techo con 56 lb (25 kg) de peso en cada una.
En una ocasión cuando un carterista la intentó robar, le llevó de la mano a la comisaría más cercana. En 1902, la revista Punch informó que Vulcana había noqueado a un carterista que intentaba robarle su bolso.
Las autoridades creen que Vulcana alcanzó el pico de su fama alrededor de 1910. Ese mismo año, fue la primera persona en alertar a la policía de la desaparición de su amiga, Cora Crippen, que actuaba como Belle Ellmore, lo que finalmente condujo a la investigación, procesamiento y ejecución de Hawley Harvey Crippen.
El 29 de mayo de 1913, en el Teatro Haggar de Llanelli, levantó una campana de desafío que su rival, la forzuda Athelda (Frances Rheinlander), no logró levantar después de veinticinco minutos de intentarlo.
Una mujer que exhibía su fuerza en público era suficiente para generar éxito de escándalo, como se llamaba entonces a los trucos publicitarios, y Vulcana no era ajena al arte de magnificar los relatos de sus hazañas. Sin embargo, algunas de las historias sobre ella se basan en incidentes genuinos de heroísmo de su parte.
Vulcana y Atlas se trasladaron definitivamente a Londres en la década de 1920 y se retiraron del escenario en 1932. Tuvieron seis hijos juntos: William, Hedley, Augustus, Arthur, Nora y Mona. No se produjo ningún escándalo porque su secreto no fue descubierto durante su vida. Vulcana no quería que sus hijos quedaran con parientes o en orfanatos, e insistió en criarlos ella misma. Así, todos sus hijos empezaron a actuar con los Atletas de la Sociedad tan pronto como tuvieron la edad suficiente.
Vulcana fue atropellada por un automóvil en Londres en 1939. Sufrió daño cerebral, pero solo se recuperó parcialmente y sobrevivió brevemente a Atlas y a su hija menor, quienes también murieron en 1946.  Según la prensa de la época, murió a los 72 años.
Su hija, Nora Roberts actuó en la película Things to Come de 1936.

## Reconocimientos
La Santé par les Sports la premio por las 100 medallas que ganó a lo largo de su carera. El 4 de junio de 1921, el Teatro Garrick de Edimburgo se incendió durante una noche en la que se celebraba la actuación de los Atletas de la Sociedad, Vulcana arriesgó su vida para salvar los caballos de otro acto y salió con graves quemaduras en la cabeza, por esto recibió elogios y un premio.
La compañía y escuela de circo feminista, Vulcana Circus, con sede en Brisbane, Australia, lleva su nombre en su honor.